# 鈴森勘司
鈴森 勘司（すずもり かんじ、1974年4月1日 - ）は、日本の男性声優。愛知県出身。

## 経歴
2010年まで青二プロダクションに所属。2010年から2011年までオフィス薫に所属しており、以降は2015年8月までフリーランスとして活動していた。ブックスロープ設立と同日の2015年8月4日に同社に所属。

## 人物
音域はハイバリトン。
趣味は音楽鑑賞。

## 出演
太字はメインキャラクター。

### テレビアニメ
2001年
- あぃまぃみぃ!ストロベリー・エッグ（医師）
- ヴァンドレッド the second stage（荒くれ者）
- 学園戦記ムリョウ（井上卓也）
- シャーマンキング（シルバーホーン、ニツバ、ポリス）
- ちびまる子ちゃん（時代劇の商人、ギョロドン）
- はじめの一歩（ボーイ・アラーデ、部員、学生達）
- FF：U 〜ファイナルファンタジー:アンリミテッド〜（異界の人C）
- 魔法戦士リウイ（劇場オーナー、兵C）
- ONE PIECE（2001年 - 2004年、イッシー20、守備隊、医師）

2002年
- 七人のナナ（不良C）
- 十二国記（捕り手達）
- ちょびっツ（竿竹売り、サラリーマン）

2003年
- SPACE PIRATE CAPTAIN HERLOCK The endless odyssey OUTSIDE LEGEND（アルカディア号乗組員）

2007年
- アイドルマスター XENOGLOSSIA（研究者）
- 銀魂（党員A）
- DARKER THAN BLACK -黒の契約者-（男）
- NARUTO -ナルト- 疾風伝（砦の四人、岩忍タイセキ、質屋・帳簿係の男）

2008年
- シゴフミ（商店主）
- スティッチ!（鈴木さん）
- スレイヤーズREVOLUTION（兵士C）
- 図書館戦争（玄田竜助）
- ドルアーガの塔 〜the Aegis of URUK〜（アンブ、登頂者）
- 隠の王（経済産業大臣）
- のらみみ（よっちゃんの父親、シゲルの父）
- BLEACH（スパイク）
- ミチコとハッチン（作業員）
- モノクローム・ファクター（組員）

2009年
- アラド戦記 〜スラップアップパーティー〜（村長）
- うみものがたり 〜あなたがいてくれたコト〜（田畑さん）
- シャングリ・ラ（アビディン、夫、上官、看守B、部下C、乗員2、パイロットB、メタルエイジ1、ネオギルド）
- スティッチ! 〜いたずらエイリアンの大冒険〜（鈴木さん）
- 東京マグニチュード8.0（ハイパーレスキュー隊）
- Phantom 〜Requiem for the Phantom〜（アベル）

2010年
- あそびにいくヨ!（淵東）
- 黒執事II（男A）
- スティッチ! 〜ずっと最高のトモダチ〜（チェッカーズ）

2013年
- ムシブギョー（徳川吉宗）

2016年
- ビッグオーダー（弁慶のおじ）
- Bloodivores（囚人A）

### 劇場アニメ
2009年
- 劇場版 NARUTO -ナルト- 疾風伝 火の意志を継ぐ者（タイセキ）

2010年
- いばらの王 -King of Thorn-

2012年
- 図書館戦争 革命のつばさ（玄田竜助）

### OVA
2001年
- 伝心 まもって守護月天!（陽天心家具）

### ゲーム
2002年
- シャーマンキング スピリット オブ シャーマンズ（シルバーホーン）

2007年
- NARUTO -ナルト- 疾風伝 ナルティメットアクセル（木の葉の忍）

2011年
- 出撃!! 乙女たちの戦場2〜天翔ける衝撃の絆〜（斉藤進）
- 第2次スーパーロボット大戦Z 破界篇

2013年
- 百年戦記 ユーロ・ヒストリア

2014年
- 第3次スーパーロボット大戦Z 時獄篇

2016年
- 薔薇に隠されしヴェリテ（ルイ15世）

### 吹き替え
- あいつはママのボーイフレンド（ジャン）
- 1911
- ウルヴァリン:X-MEN ZERO
- エージェント・オブ・ウォー（オマー・シャリフ）
- エデンの東
- エル・コルテス
- カムバック マドンナ〜私は伝説だ（コ・ジンベ）
- 恐竜SFドラマ プライミーバル 第3章 #1
- グッド・ワイフ（ジオ）
- クリミナル・マインド5 FBI行動分析課
- コーヒープリンス1号店 #5
- コールドケース6
- コバート・アフェア CIA諜報員アニー
- (500)日のサマー
- THE TUDORS〜背徳の王冠〜
- ザ・ロード
- CSI:ニョーヨーク5 #11、21
- ザ・ユニット2 米軍極秘部隊 #17
- 恕の人 -孔子伝-
- 13日の金曜日
- 新ビバリーヒルズ青春白書（ジャレッド）
- スターシップ・トゥルーパーズ3
- スパイダー・キングダム
- ダークエイジ・ロマン 大聖堂
- ダブル・ミッション
- チャギントン（ハリソン[8]）
- ツーリスト
- 月に囚われた男（トンプソン〈ベネディクト・ウォン〉）
- ディフェンダーズ 闘う弁護士
- デスパレートな妻たち5#14
- トンイ
- NUMBERS 天才数学者の事件ファイル
- 爆音家族
- バビロンA.D.
- パワーレンジャー・S.P.D.（オレンジヘッド、トマーズ）
- パワーレンジャー・ミスティックフォース（スカルピン）
- 犯罪捜査官 アナ・トラヴィス
- 必殺処刑人（ウォルター）
- ブルース・リー伝説（ウィリージェイ）
- ベッドタイム・ストーリー
- ほぼ300<スリーハンドレッド>
- マードック・ミステリー 〜刑事マードックの捜査ファイル〜（アーサー・ウェブスター）
- ミッシング2（スティーブ・クランドール）
- ミラーズ2
- 名探偵ポワロ 第三の女
- 名探偵モンク7 #14
- 黙示録2009 合衆国大炎上
- ラブリーボーン

### ドラマCD
- 淡雪（佑真の父）
- クロウズヤードJ トラブル・ジャンクション（クルーナー中尉）
- テイルズ オブ ファンタジア なりきりダンジョン -月の章-